# Давідешть (Арджеш)
Давідешть, Давідешті (рум. Davidești) — село у повіті Арджеш в Румунії. Входить до складу комуни Давідешть.
Село розташоване на відстані 105 км на північний захід від Бухареста, 21 км на північний схід від Пітешть, 122 км на північний схід від Крайови, 84 км на південний захід від Брашова.

## Населення
За даними перепису населення 2002 року у селі проживали 656 осіб. Рідною мовою 655 осіб (99,8%) назвали румунську.
Національний склад населення села:
| Національність | Кількість осіб | Відсоток |
| -------------- | -------------- | -------- |
| румуни         | 645            | 98,3%    |
| цигани         | 11             | 1,7%     |